# Populus alaschanica
Populus alaschanica är en videväxtart som beskrevs av Vladimir Leontjevitj Komarov. Populus alaschanica ingår i släktet popplar, och familjen videväxter. Inga underarter finns listade i Catalogue of Life.